# Francia forradalmi naptár

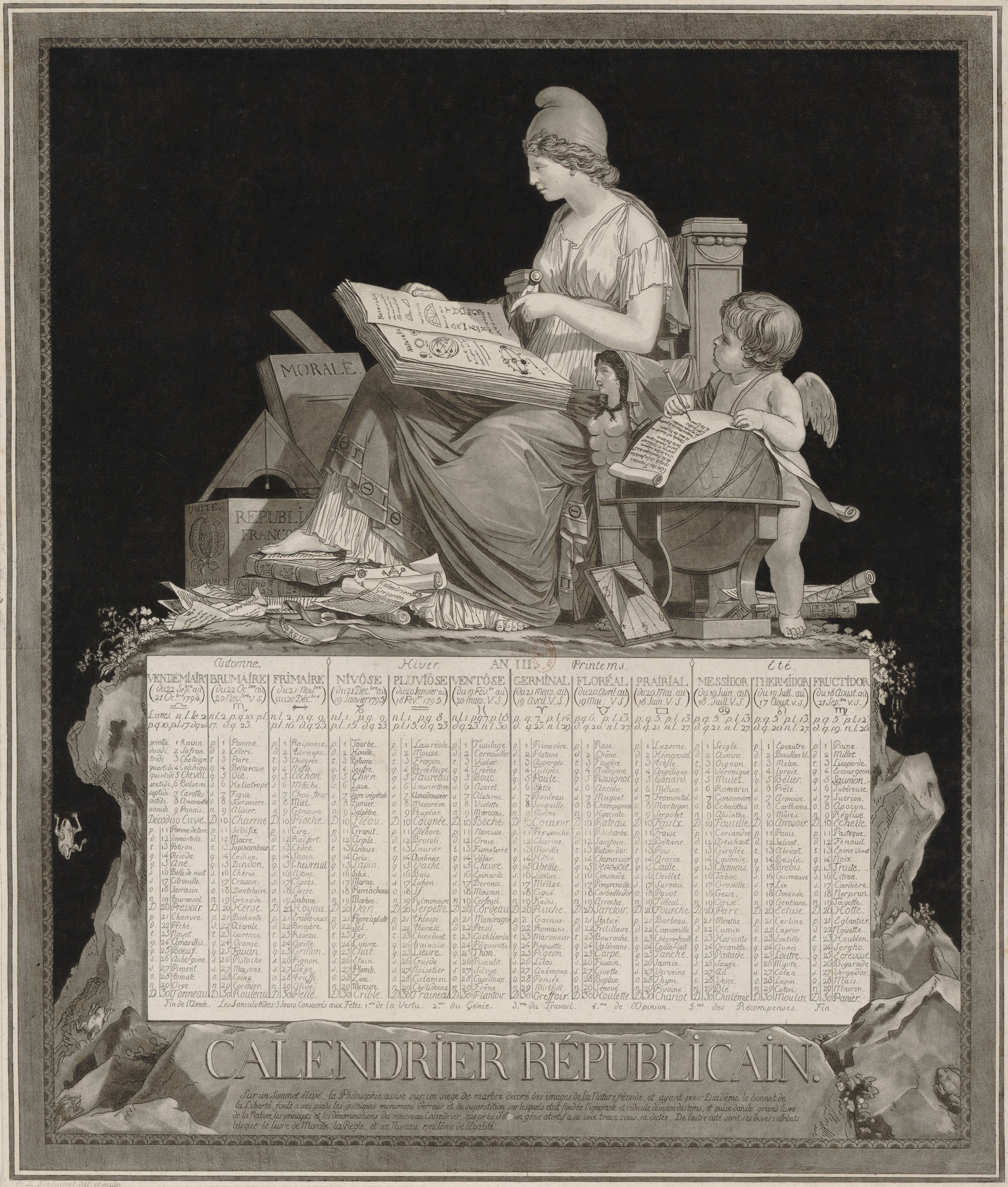
Köztársasági naptár – 1794 Louis-Philibert Debucourt (1755-1832)

A francia forradalmi naptár, más néven: köztársasági naptár (calendrier républicain) az 1789. évi francia forradalmat követően, 1793. november 24-étől volt használatos 1805. szeptember 9-éig.
A forradalmi naptárat franciák naptára (calendrier des Français) néven is emlegetik.

## Megalkotása és bevezetése

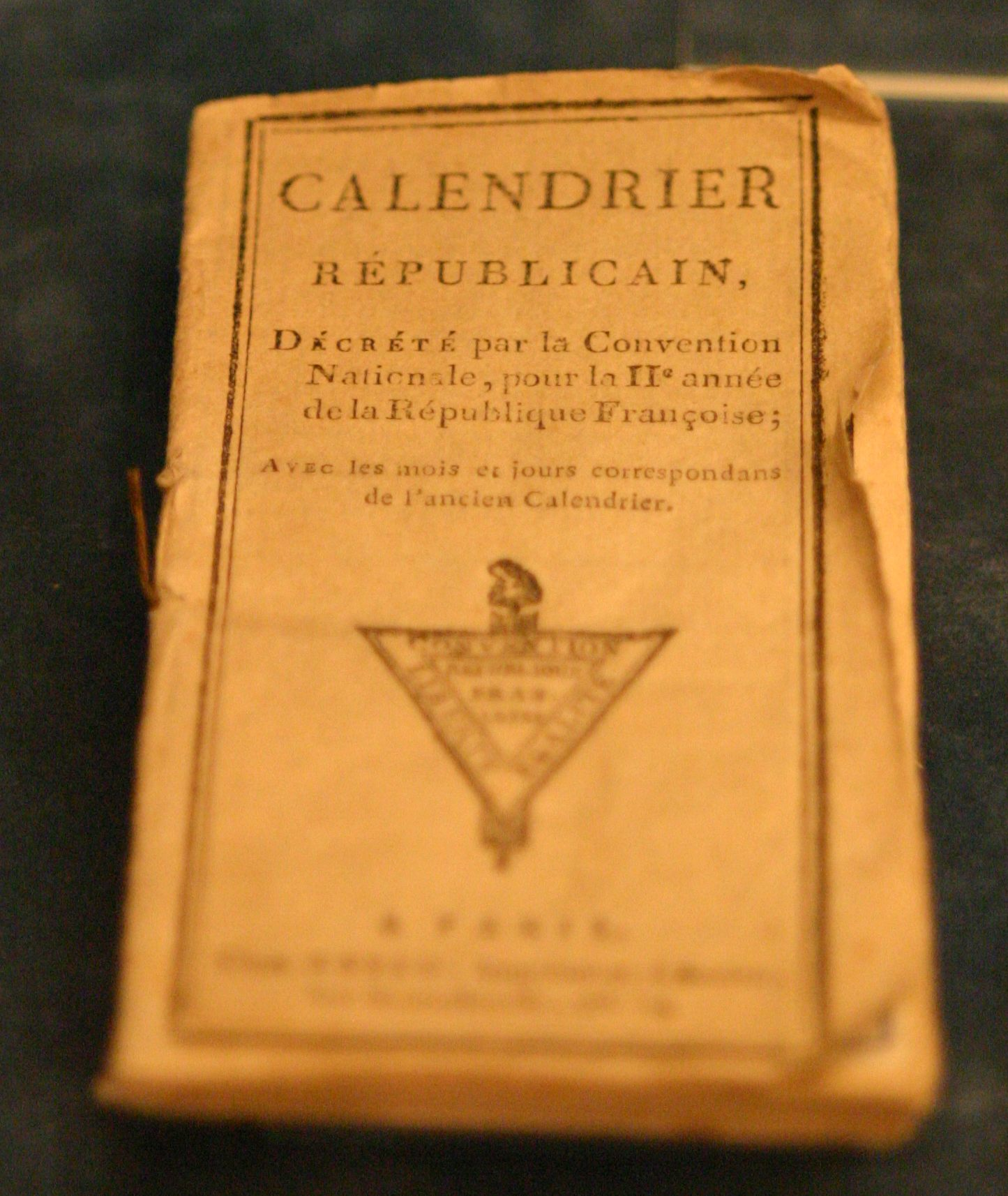
Köztársasági kalendárium

A francia forradalom világi állammá alakította át Franciaországot. A köztársasági naptár megalkotásának legfőbb célja az volt, hogy az új korszakot radikálisan megkülönböztesse a kereszténységhez szorosan kötődő Gergely-naptártól, kiirtsa a vallási maradványokat, racionális, a forradalomhoz méltó elnevezéseket és időbeosztásokat alkosson. A Nemzeti Konvent II. esztendő Fagy hava 4-i (1793. november 24.) rendeletével lépett hatályba. A rendelet eltörölte az ún. "közönséges időszámítást", vagyis a Krisztus születését központnak tevő naptárt, és 1792. szeptember 22-ét jelölte ki a "francia időszámítás" kezdőnapjának. Az új időszámítás tehát az I. esztendővel kezdődött, "nulladik év" nem volt.
Az új időszámítás kezdőnapjaként a forradalom szempontjából több fontos dátum is szóba jött, így például 1789. július 14., a forradalom kitörésének napja. A Konvent végül is 1792. szeptember 22-ét, a királyság eltörlésének és a köztársaság kikiáltásának időpontját választotta, mivel ez a nap csillagászatilag is jelentős dátum: az őszi napéjegyenlőség napja.
A rendelet szerint a köztársasági év annak a napnak éjfélével kezdődött, amelyre a valós őszi napéjegyenlőség esett a Párizsi Obszervatóriumnál. Ezt a tényt minden évben csillagászoknak kellett megállapítaniuk, így az évkezdet lehetett szeptember 22., 23., illetve 24.
Mindössze tizennégy évig volt használatban. XIII. esztendő Gyümölcs hava 22-én (1805. szeptember 9.) I. Napóleon császár aláírta a szenátusi határozatot, amely eltörölte a köztársasági naptár használatát, és 1806. január 1-jei hatállyal visszaállította a Gergely-naptár szerinti időszámítást.
A történelemben a köztársasági naptárt még egy alkalommal vezették be: 1871-ben (LXXIX. esztendő), a Párizsi Kommün idején, bár használata még a hivatalos közlönyben is következetlen volt.

## Felépítése

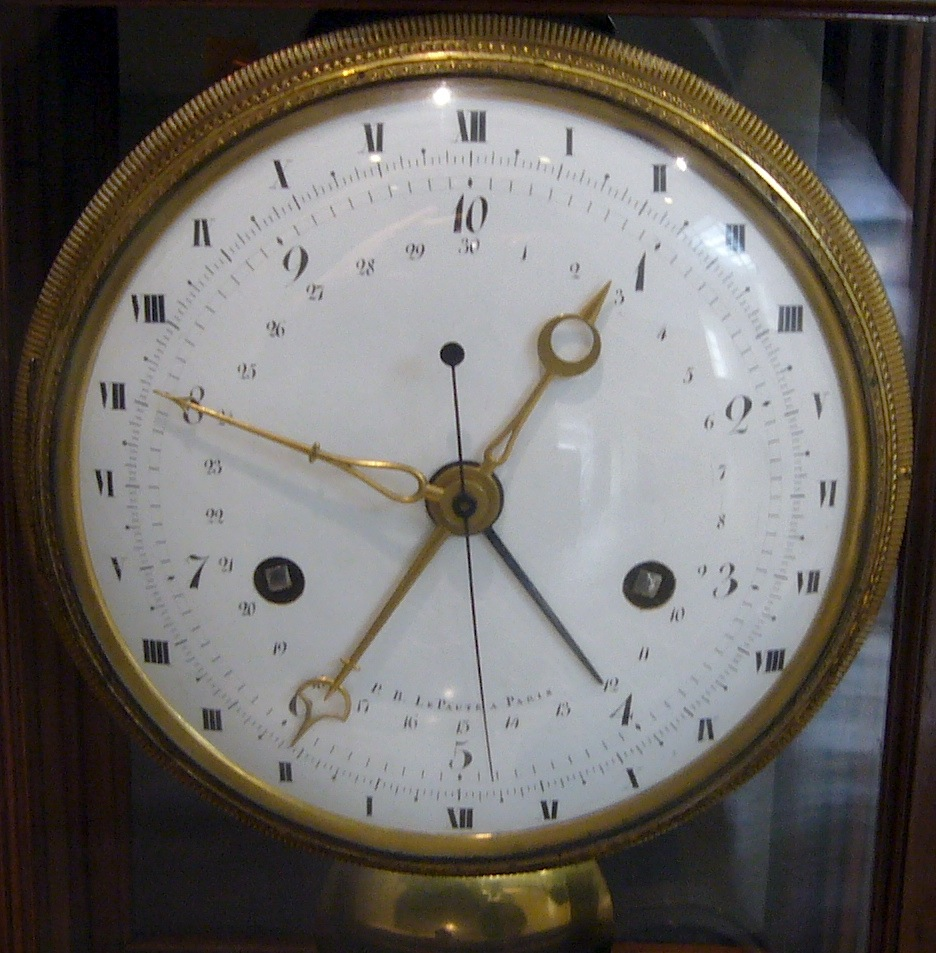
Decimális óra

A naptár felépítési elve a következő: 
- A köztársasági naptár római számokkal jelzett évei az őszi napéjegyenlőség idején kezdődtek, 12 harmincnapos hónapból álltak (360 nap).
- A fennmaradó 5 pótnapot sans-culottides néven egy-egy erénynek szentelt ünnepként az év végére tették, hogy az évet a napéjegyenlőséghez igazítsák (~365  nap).
- Szökőévben az év végére helyezett 6. pótnap a forradalom ünnepe lett.
- Egy hónap 3 tíznapos dekádból állt.
- Egy nap 10 decimális órából, egy óra 100 decimális percből, egy perc pedig 100 decimális másodpercből állt, melyet további tízzel osztható részekre lehetett bontani addig "a legkisebb részig, amely az időtartam észlelésére alkalmas".

### A szökőévek
A köztársasági naptár szerint szökőév volt a III., VII. és a XI. esztendő, így az év végéhez egy hatodik pótnapot is beillesztettek, melyet a Forradalom napjának, nemzeti ünnepnek kiáltottak ki, és amely lezárta a franciade-ot, a négyéves időszakot.
A naptárat a XIV. évben eltörölték, ezért csak találgatni lehet, hogy a szökőévek sora hogyan folytatódott volna, főleg a miatt, mert a 6. nap beiktatása is csak részben korrigálta a napköröket. Három feltételezés vitatkozik egymással:
- Egyesek szerint a szökőévek négyévente ismétlődtek volna (azaz XV., XIX,, XXIII. esztendő stb.)
- Mások szerint a szökőévet eltolták volna a XV. esztendőről a XX. esztendőre, mivel attól kezdve minden szökőév száma osztható lett volna néggyel (XX., XXIV., XXVIII. stb.). Ez az ugrás leegyszerűsítette volna a Gergely-naptárhoz való egyeztetést, mivel 1812. február 29-i szökőnapot néhány hónap múlva követte volna a XX. év Forradalmi napja. Ily módon az eltérés – a közel egy év különbözőség helyett – csupán néhány hónapon át tartott volna.
- A harmadik vélemény szerint a szökőévek beiktatása mindig úgy történt volna, hogy az adott év szüret havának 1. napja az őszi napéjegyenlőségre essen, mint például a XVI. esztendőben.

### A hónapok
A hónapok elnevezésére először erkölcsi jellegű szavakat szántak: szabadság, igazságosság stb., azonban a Konvent az elképzelést elvetette és az egyik képviselő, Danton titkára, Fabre d’Églantine költő újonnan képzett szavait fogadta el, aki a névválasztás során ügyelt arra, hogy az egyes évszakok azonos végződésűek legyenek. Minden hónap neve a francia éghajlatot, vagy a paraszti élet fontosabb eseményeit tükrözte, a szavak hangzását illetően pedig az évszak hangulatát idézte.
| Elnevezése a köztársasági naptárban                      | Magyar megnevezése               | Gergely-naptár szerinti kezdete  |
| Őszi hónapok (-aire végződéssel)                         | Őszi hónapok (-aire végződéssel) | Őszi hónapok (-aire végződéssel) |
| -------------------------------------------------------- | -------------------------------- | -------------------------------- |
| Vendémiaire (a latin vindemia, "szüret" szóból)          | Szüret hava                      | szeptember 22., 23., 24.         |
| Brumaire (a francia brume, "párásság, ködfátyol" szóból) | Köd hava                         | október 22., 23., 24.            |
| Frimaire (a francia frimas, "ködös hideg idő" szóból)    | Dér hava                         | november 21., 22., 23.           |
| Téli hónapok (-ôse végződéssel)                          |                                  |                                  |
| Nivôse (a latin Nivosus, "havas" szóból)                 | Hó hava                          | december 21., 22., 23.           |
| Pluviôse (a latin pluviosus, "esős" szóból)              | Eső hava                         | január 20., 21., 22.             |
| Ventôse (a latin ventosus, "szeles" szóból)              | Szél hava                        | február 19. 20., 21.             |
| Tavaszi hónapok (-al végződéssel)                        |                                  |                                  |
| Germinal (a latin germen, "csíra, hajtás" szóból)        | Sarjadás hava                    | március 21., 22.                 |
| Floréal (a latin flor, "virág" szóból)                   | Virágzás hava                    | április 20., 21.                 |
| Prairial (a francia prairie, "rét, mező" szóból)         | Rét hava                         | május 20., 21.                   |
| Nyári hónapok (-idor végződéssel)                        |                                  |                                  |
| Messidor (a latin messis, "arat" szóból)                 | Aratás hava                      | június 19., 20.                  |
| Thermidor (a görög thermosz, "forró, meleg" szóból)      | Hőség hava                       | július 19., 20.                  |
| Fructidor (a latin fructus, "gyümölcs" szóból)           | Gyümölcs hava                    | augusztus 18., 19.               |

Noha a köztársasági naptárt eredetileg egyetemes naptárnak szánták, túlságosan „franciásra” sikeredett, hiszen csak Franciaország viszonyait vette figyelembe, és már a tengerentúli francia területeken is abszurdnak számított.

### A dekádok
A hónapok hetek helyett 3 dekádra lettek felosztva, melyen belül a napok sorszámot kaptak:
- Primidi
- Duodi
- Tridi
- Quartidi
- Quintidi
- Sextidi
- Septidi
- Octidi
- Nonidi
- Decadi

A dekád első kilenc napja munkanap volt, a Decadi pedig ünnepnap. Az igazsághoz tartozik, hogy a hónap ilyenfajta felosztása a köznép körében egyáltalán nem aratott sikert, mivel a hagyományosan hét naponkénti úrnapi pihenő helyett tíznaponként jutottak szabadnaphoz.

### A napok
A mártír keresztény szentek emlékével, az Úr pihenőnapjával és az egyházi ünnepekkel való végleges szakítás, valamint egy praktikus földművelési naptár létrehozása érdekében a napoknak ugyancsak a vidéki élethez kötődő elnevezést adtak. A dekádok 5. napja haszonállatokról, a 10. napja mezőgazdasági eszközökről, a többi növényekről kapta a nevét. A Szüret hava első dekádja például a következő napokból állt: szőlő, sáfrány, gesztenye, kikerics, ló, nebáncsvirág, sárgarépa, bársonyvirág, paszternák, kád. (Bővebbet: az egyes hónapoknál.)

### Pótnapok
Az év végére tett „köztársasági ünnepnapok” erkölcsi jellegű neveket kaptak:
1. Erkölcs napja (Jour de la Vertu)
2. Tehetség napja (Jour du Génie)
3. Munka napja (Jour du Travail)
4. Vélemény napja (Jour de l'Opinion)
5. Jutalmazások napja (Jour des Récompenses)
6. Forradalom napja (Jour de la Révolution) (csak a szökőévekben)

## Átszámítás Gergely-naptárra
| KÖZTÁRSASÁGI NAPTÁR | KÖZTÁRSASÁGI NAPTÁR | KÖZTÁRSASÁGI NAPTÁR | KÖZTÁRSASÁGI NAPTÁR | I    | II   | III  | IV   | V    | VI   | VII  | VIII | IX   | X    | XI   | XII  | XIII | XIV  |
|                     |                     |                     | Gergely-naptár      | 1792 | 1793 | 1794 | 1795 | 1796 | 1797 | 1798 | 1799 | 1800 | 1801 | 1802 | 1803 | 1804 | 1805 |
| ------------------- | ------------------- | ------------------- | ------------------- | ---- | ---- | ---- | ---- | ---- | ---- | ---- | ---- | ---- | ---- | ---- | ---- | ---- | ---- |
| Vendémiaire         | Szüret hava         | 1                   | szeptember          | 22   | 22   | 22   | 23   | 22   | 22   | 22   | 23   | 23   | 23   | 23   | 24   | 23   | 23   |
| Brumaire            | Köd hava            | 1                   | október             | 22   | 22   | 22   | 23   | 22   | 22   | 22   | 23   | 23   | 23   | 23   | 24   | 23   | 23   |
| Frimaire            | Dér hava            | 1                   | november            | 21   | 21   | 21   | 22   | 21   | 21   | 21   | 22   | 22   | 22   | 22   | 23   | 22   | 22   |
| Nivôse              | Hó hava             | 1                   | december            | 21   | 21   | 21   | 22   | 21   | 21   | 21   | 22   | 22   | 22   | 22   | 23   | 22   | 22   |
|                     |                     |                     | Gergely-naptár      | 1793 | 1794 | 1795 | 1796 | 1797 | 1798 | 1799 | 1800 | 1801 | 1802 | 1803 | 1804 | 1805 |      |
| Pluviôse            | Eső hava            | 1                   | január              | 20   | 20   | 20   | 21   | 20   | 20   | 20   | 21   | 21   | 21   | 21   | 22   | 21   |      |
| Ventôse             | Szél hava           | 1                   | február             | 19   | 19   | 19   | 20   | 19   | 19   | 19   | 20   | 20   | 20   | 20   | 21   | 20   |      |
| Germinal            | Sarjadás hava       | 1                   | március             | 21   | 21   | 21   | 21   | 21   | 21   | 21   | 22   | 22   | 22   | 22   | 22   | 22   |      |
| Floréal             | Virágzás hava       | 1                   | április             | 20   | 20   | 20   | 20   | 20   | 20   | 20   | 21   | 21   | 21   | 21   | 21   | 21   |      |
| Prairial            | Rét hava            | 1                   | május               | 20   | 20   | 20   | 20   | 20   | 20   | 20   | 21   | 21   | 21   | 21   | 21   | 21   |      |
| Messidor            | Aratás hava         | 1                   | június              | 19   | 19   | 19   | 19   | 19   | 19   | 19   | 20   | 20   | 20   | 20   | 20   | 20   |      |
| Thermidor           | Hőség hava          | 1                   | július              | 19   | 19   | 19   | 19   | 19   | 19   | 19   | 20   | 20   | 20   | 20   | 20   | 20   |      |
| Fructidor           | Gyümölcs hava       | 1                   | augusztus           | 18   | 18   | 18   | 18   | 18   | 18   | 18   | 19   | 19   | 19   | 19   | 19   | 19   |      |

## Érdekességek
- A köztársasági naptár holdkörökön alapuló 30 napos hónapjai, valamint az évet kiegészítő pótnapok nem először fordultak elő a naptárkészítés történetében. Ugyanezt az elvet követi az ókori egyiptomi naptár is, melyet a kopt keresztények a mai napig használnak (kopt naptár).
- Nagy Károly (768-814), frank király és római császár mintegy ezer évvel korábban már megkísérelte a római hagyományokon alapuló hónapneveket lecserélni a vidéki élet mindennapjaihoz kötődő nevekre, de sikertelenül.
- A magyar nyelvújítás idején Barczafalvi Szabó Dávid (1752?-1828) a francia köztársasági naptár hónapneveit vette alapul a magyarításhoz: mustonos, gémberes, fagyláros, zúzoros, enyheges, olvanos, nyilonos, zöldönös, termenes, halászonos, hévenes, gyümölcsönös.
- Példa egy keltezés francia köztársasági naptár szerinti leírására:

2005. október 18. leírása a köztársasági naptár szerint:
CCXIV. esztendő Szüret hava padlizsán napja,
CCXIV. esztendő Szüret hava 3. dekád 6. napja, vagy
CCXIV. esztendő Szüret hava 26.